# Водозлив
Водозлив — перепона (поріг, гребля) у відкритому струмені води, через яку вона переливається.
Виділяють мірний водозлив — металевий лист з трикутним, трапецеподібним або прямокутним вирізом для вимірювання витрат води.